# Andreas Katsaros
Andreas Katsaros es un deportista griego que compitió en natación adaptada. Ganó una medalla de plata en los Juegos Paralímpicos de Pekín 2008 en la prueba de 50 m espalda (clase S1).

## Palmarés internacional
| Juegos Paralímpicos | Juegos Paralímpicos | Juegos Paralímpicos | Juegos Paralímpicos |
| Año                 | Lugar               | Medalla             | Prueba              |
| ------------------- | ------------------- | ------------------- | ------------------- |
| 2008                | Pekín (China)       | Medalla de plata    | 50 m espalda S1     |